# Cneoglossa lampyroides
Cneoglossa lampyroides is een keversoort uit de familie Cneoglossidae. De wetenschappelijke naam van de soort is voor het eerst geldig gepubliceerd in 1897 door Champion.